# Peter II. von Wysz
Peter II. von Wysz (polnisch: Piotr Wysz Radoliński; * 1354 in Radolina; † 1414 in Posen) war ab 1392 Bischof von Krakau und ab 1412 Bischof von Posen. Seine Familie war Teil der Wappengemeinschaft Leszczyc.

## Leben
Peter studierte Rechtswissenschaft in Prag und Padua. 1386 wurde er zum Doktor beider Rechte promoviert. Er war ein enger Vertrauter des polnischen Königs Władysław II. Jagiełło und dessen Gemahlin Hedwig von Anjou. 1391 stieg er zum Kanzler des Hofs der Königin auf und wurde im Jahr darauf Bischof von Krakau. 1397 nahm er an der Erneuerung der Krakauer Akademie teil und wurde deren Kanzler. Im selben Jahr holte er mit dem königlichen Paar die Karmeliten aus Glatz nach Krakau, wo er ihnen die Basilika auf dem Sand im Stadtteil Piasek übergab. 1399 war er Testamentsvollstrecker der Königin. 1401 unterzeichnete er die Union von Vilnius und Radom zwischen dem Königreich Polen und dem Großfürstentum Litauen sowie 1404 den Frieden von Razianz zwischen Polen-Litauen und dem Deutschen Orden. 1405 siedelte er mit Władysław II. Jagiełło die Augustiner-Chorherren vom Lateran aus Glatz in Krakau an, wo er ihnen die Fronleichnamsbasilika im Stadtteil Kazimierz zur Verfügung stellte. Er nahm an zwei Synoden teil, 1408 in Siena und 1409 in Pisa, wo er sich für Reformen der Kirche einsetzte. Nach den Synoden trat er mit dem Abt von Tyniec Mścisław eine Pilgerreise ins Heilige Land an, von der er im Frühjahr 1410 nach Polen zurückkam. 1411 unterzeichnete er den Ersten Frieden von Thorn nach der Tannenbergschlacht zwischen Polen-Litauen und dem Ordensstaat. Auf Ersuchen von Vytautas musste der 1412 das Krakauer Bischofsamt gegen das Posener tauschen. Der bisherige Posener Bischof Wojciech Jastrzębiec übernahm den Bischofssitz in Krakau. Als Bischof von Posen unterzeichnete er 1413 noch die Union von Horodło, bevor er im Folgejahr verstarb. Er wurde im Posener Dom bestattet.